# Dan Carden
Pour les articles homonymes, voir Carden.
Daniel Joseph Carden (né le 28 octobre 1986) est un homme politique britannique du parti travailliste qui est député pour Liverpool Walton depuis 2017.

## Jeunesse
Dan s'est décrit comme un « fier Scouse », né et ayant grandi à Liverpool. Il est le fils de Mike Carden, délégué syndical lors de la grève des dockers dans les années 1990, qui est congédié pour avoir refusé de franchir une ligne de piquetage. Sa mère travaille dans le NHS pendant plus de 40 ans.
Il fait ses études secondaires au St Edward's College de West Derby (1998-2005), où il est préfet en chef. Il étudie ensuite les relations internationales à la London School of Economics.

## Carrière
Avant de devenir député, il travaille au Parlement et avec Len McCluskey chez Unite.
Lors du processus de sélection du siège de Liverpool Walton, il bat le maire de la ville de Liverpool, Joe Anderson, la députée européenne Theresa Griffin et d’autres personnalités locales choisies par le NEC comme candidat du parti travailliste. Le 8 juin, Carden est élu député de Walton avec 85,7% des voix, avec une majorité de 32 551 voix.
Il est un soutien de LGBT Labor. Le 12 janvier 2018, il est nommé ministre fantôme du développement international . Le 1er décembre 2018, il est nommé Secrétaire d'État au Développement international du cabinet fantôme par intérim après la démission de Kate Osamor à la suite des événements entourant la condamnation de son fils pour trafic de drogue.